# شنکر
شنکر یک منطقهٔ مسکونی در ایران است که در دهستان لادیز واقع شده‌است. شنکر ۳۸ نفر جمعیت دارد.